# The Slave (film 1917 Nigh)
The Slave è un film muto del 1917 diretto da William Nigh.

## Produzione
Il film fu prodotto dalla Fox Film Corporation.

## Distribuzione
Distribuito dalla Fox Film Corporation, il film uscì nelle sale cinematografiche statunitensi il 3 giugno 1917.